# Valaire
Valaire település Franciaországban, Loir-et-Cher megyében. Lakosainak száma 84 fő (2022. január 1.). Valaire Candé-sur-Beuvron, Chaumont-sur-Loire, Monthou-sur-Bièvre és Les Montils községekkel határos.

## Népesség
A település népessége az elmúlt években az alábbi módon változott:
| Lakosok száma | 88   | 86   | 82   | 84   | 76   | 84   | 86   | 84   | 83   | 84   |
|               | 1968 | 1982 | 1990 | 2006 | 2013 | 2015 | 2017 | 2019 | 2020 | 2022 |